# Г'ю Брофі
Г'ю Брофі (англ. Hugh Brophy; нар. 2 вересня 1948, Дублін, Ірландія) — колишній ірландський футболіст 1960-х та 1970-х років. Виступав на позиції півзахисника.

## Життєпис
У Лізі Ірландії виступав на позиції півзахисника в «Шемрок Роверс» та «Богеміан». Під час перебування в «Богеміан» Брофі грав разом із такими гравцями, як Томмі Келлі та Турлоу О'Коннор.
Дебютував за «Роверз» 20 березня 1966 року проти «Драмкондри» на Гленмаур Парк. У липні 1966 року підписав контракт з «Крістал Пелес», але зігравши лише один матч, замінивши Джонні Бірна в останній грі сезону 1966/67 років, але в 1967 році залишив клуб. У листопаді 1968 року повернувся до «Шемрок Роверс», у футболці якого наступного року виграв кубок Ірландії.
Виступав за аматорську національну збірну Ірландії в кваліфікації аматорського Кубку УЄФА.

## Досягнення
«Шемрок Роверс»
- Кубок Ірландії
  -  Володар (1): 1969
- Кубок Топ 4
  -  Володар (1): 1966
- Леністер Сеньйор Кап
  -  Володар (1): 1968/69